# Академия живописи и скульптуры

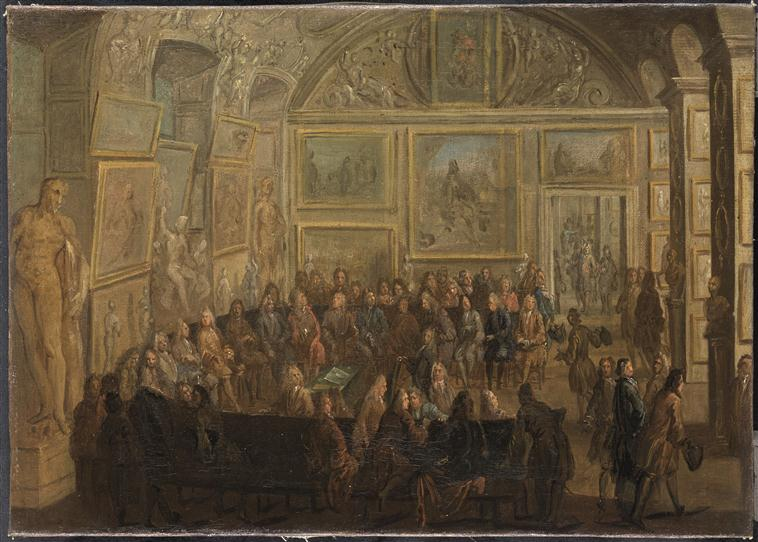
Ж.-Б. Мартен. Заседание Королевской Академии живописи и скульптуры в Лувре. Около 1712—1721

Короле́вская Акаде́мия жи́вописи и скульпту́ры (фр. Académie royale de peinture et de sculpture) — историческая академия художеств в Париже, одно из первых высших учебных заведений подобного рода в Европе, важнейшее в дореволюционной Франции государственное учреждение для кадровых подготовки и управления в области изобразительных искусств.

## История
Время правления короля Людовика XIV во Франции середины и второй половины XVII столетия — эпоха так называемого «большого стиля», соединившего в помпезных и триумфальных формах разных видов искусства элементы классицизма и барокко. Эту эпоху называют «золотым веком» искусства Франции. Но это было также время формирования идеологии академизма, предполагающего не только следование канонам, но и объединение усилий всех художников вокруг трона для прославления абсолютизма королевской власти.
Решение этой важной идеологической задачи осложняла конкуренция со стороны свободных ремесленных гильдий и цеховых объединений живописцев и скульпторов, пользовавшихся в качестве членов Гильдии св. Луки многими преимуществами. Это заставило французских художников во главе с Шарлем Лебреном просить защиты у королевы-матери Анны Австрийской. Художники нашли себе покровителя и в лице канцлера Сегье.
20 января 1648 года был издан королевский указ, запрещавший под страхом штрафа в 2000 ливров вмешиваться в художественные занятия общества художников, принявшего название Академии живописи и скульптуры, с титулом королевской. Право вступления в Академию было предоставлено всем желающим, если двенадцать её старшин (фр. anciens) оценят вступающего достаточно сведущим в искусстве. В том же 1648 году при академии было открыто публичное обучение искусствам, которое продолжалось вплоть до её закрытия в революционном 1793 году.
Французская Академия была создана по примеру итальянских, но её отличали от свободных сообществ итальянских художников строгая регламентация и иерархия. В 1671 году в Париже основана Королевская Академия архитектуры. Её директором стал Франсуа Блондель Старший, секретарём — А. Фелибьен. В 1663 г. Жан-Батист Кольбер организовал в Париже «Королевскую Академию надписей» для сочинения надписей к памятникам и медалям, прославляющим деяния короля. В ведении Академии находились также история, археология, филология. Академию надписей упразднили в 1793 году.
Во время Французской революции работа академии была приостановлена, а затем она была переименована в Академию живописи и скульптуры (Academie de Peinture et de Sculpture). В 1816 году произошло объединение с двумя другими художественными организациями: Музыкальной академией (основанной в 1669 году) и Академией архитектуры (основанной в 1671 году), в результате чего образовалась Академия изящных искусств. С 1817 года она стала называться Национальной высшей школой изобразительных искусств (École Nationale Supérieure des Beaux-Arts ENSBA), но в просторечии её продолжали именовать парижской Академией художеств.

### Первые 13 членов
В 1648 году основателями академии (старшинами) были:
1. Шарль Лебрен (1619—1690) — живописец, родом из Парижа, директор Академии с 1683 года;
2. Шарль Эррар (1606–1689) — живописец, родом из Нанта, директор Академии в 1675–1682 годах;
3. Себастьян Бурдон (1616—1671) — живописец и гравёр, родом из Монпелье;
4. Матье ван Платтенберг (1607 или 1608—1660) — фламандский живописец-маринист и гравёр;
5. Лоран де Ла Ир (1606—1656) — живописец и гравёр, родом из Парижа;
6. Жак Саразен (1592—1660) — скульптор и живописец, родом из Нуайона, директор Академии с 1654 года;
7. Мишель Корнель Старший (1601—1664) — живописец и гравёр, родом из Орлеана;
8. Франсуа Перье (1590—1650) — живописец и гравёр, родом из Понтарлье;
9. Анри Бобрен[фр.] (1603–1677) — живописец, родом из Амбуаза;
10. Эсташ Лесюэр (1616—1655) — живописец и гравёр, родом из Парижа;
11. Филипп де Шампень (1602–1674) — живописец и гравёр, родом из Парижа;
12. Юстус ван Эгмонт (1601—1674) — живописец, родом из Лейдена;
13. Герард ван Опсталь (1594—1668) — скульптор, родом из Брюсселя;
14. Симон Гийен (1589–1658) — скульптор, родом из Парижа.